# Freshly-Picked Tingle's Rosy Rupeeland
Freshly-Picked Tingle's Rosy Rupeeland (もぎたてチンクルのばら色ルッピーランド, Mogitate Chinkuru no Barairo Ruppīrando) é um jogo eletrônico de aventura desenvolvido pela Vanpool e publicado pela Nintendo para o Nintendo DS. Inicialmente anunciado em outubro de 2005 como Tingle RPG, ele foi lançado em 2 de setembro de 2006 no Japão e em 14 de setembro de 2007 na Europa.
O protagonista de Freshly-Picked Tingle's Rosy Rupeeland é Tingle, um personagem que aparece em diversos jogos da série The Legend of Zelda desde The Legend of Zelda: Majora's Mask para o Nintendo 64. Ele obteve sucesso comercial no Japão, vendendo 234.862 unidades até o fim de 2007.[carece de fontes?]

## Jogabilidade

Captura de tela da jogabilidade. As duas telas do Nintendo DS são usadas frequentemente para mostrar uma visão vertical de uma área, combinando ambas para mostrar uma única imagem.

O objetivo em Freshly-Picked Tingle's Rosy Rupeeland é continuamente construir uma torre encontrada a oeste da casa de Tingle. Para fazer isso, o jogador deve dar Rupees à torre. A jogabilidade subsequente consiste em encontrar a maior quantidade de dinheiro possível, também misturada com aventuras por masmorras e elementos de puzzle clássicos da série The Legend of Zelda. Também é incluído um sistema simples de barganha para interagir com personagens não jogáveis (NPCs), já que itens e informações devem ser comprados ao oferecer o que o jogador achar ser um preço razoável. Se o preço for muito baixo, o jogador pode não receber nada, mas se o preço oferecido for muito alto, o jogador pode estar gastando demais sem motivo.
Masmorras dentro de Tingle's Rosy Rupeeland são encontradas em cada um dos três continentes do jogo, e são necessárias para completar o jogo. Ao completar uma masmorra, o jogador recebe o que são tipicamente as maiores recompensas de Rupees e, ao derrotar os chefões no final de cada masmorra, ele recebe uma de cinco gemas. Mesmo se o jogador tiver construído a torre até sua altura máxima com sucesso, eles devem coletar todas as cinco gemas para acessar o local final. O acesso a essas masmorras é limitado pela altura da torre, já que certas áreas só podem ser acessadas quando a torre alcança certa altura, e portanto depois que o jogador já doou Rupees o suficiente.
Tingle pode coletar recursos por sua jornada, vendendo-os mais tarde ou usando-os para ajudar outros personagens. Itens podem ser misturados para criar variações diferentes. Essas são feitas através do caldeirão fervente na casa de Tingle, onde o jogador usa a stylus do Nintendo DS para mexer a mistura. Outros itens podem ser usados para decorar o último andar da casa de Tingle, e completar o jogo permite que as roupas de Tingle sejam trocadas.

## Enredo
Freshly-Picked Tingle's Rosy Rupeeland conta com três continentes divididos em onze ilhas. Cada ilha tem sou próprio tema e muitas vezes sua própria masmorra ou um quebra-cabeça principal que o jogador deve completar.[carece de fontes?]
O jogo segue a transformação de Tingle de um homem de meia idade a sua persona de fada vestido de verde. A história começa quando um dia uma voz chama por Tingle em sua casa para uma fonte a oeste de sua casa. Lá, Uncle Rupee, um homem velho com uma cabeça em formato de Rupee, aparece e oferece a Tingle uma vida em um paraíso chamado Rupeeland se ele continuar a entregar Rupees à lagoa do oeste. Se Rupees suficientes forem doadas, a torre presente sob a lagoa crescerá em direção ao céu, e Tingle será capaz de entrar na Rupeeland. Tingle aceita a oferta e Uncle Rupee o transforma para que Rupees se tornem sua fonte de vida. Entretanto, no fim do jogo, o jogador descobre que Uncle Rupee estava enganando Tingle o tempo todo, fazendo com que Tingle lute contra ele.[carece de fontes?]

## Recepção
Freshly-Picked Tingle's Rosy Rupeeland recebeu críticas geralmente mistas ou positivas das publicações que o analisaram, recebendo uma média acumulada de 66% no agregador de críticas GameRankings. A Official Nintendo Magazine deu ao jogo uma nota de 76%, elogiando sua originalidade, humor e "gráficos fantasticamente estilizados", mas criticando seu design pouco criativo de masmorras e mau sistema de batalha. A Nintendo Life também elogiou o jogo, destacando as batalhas contra chefões em particular como surpreendentes e animadoras, apesar de notar que o jogo "pode começar a cansar depois de algum tempo," bem como que alguns aspectos eram "repetitivos e/ou irritantes." Além disso, a publicação elogiou a Nintendo of Europe pela coragem de localizar o jogo para inglês.
Em sua primeira semana de lançamento, o jogo vendeu mais de 45 mil unidades no Japão. Ele foi o 57º jogo que mais vendeu no país em 2006, com 207.525 cópias vendidas. Ele foi o 478º jogo mais vendido em 2007, vendendo 21.295 unidades naquele ano para um total de 234.862 unidades vendidas. A IGNclassificou sua arte de capa como a mais assustadora da história dos jogos eletrônicos.

## Legado
Super Smash Bros. Brawl inclui adesivos baseados em arte do jogo, e o jogo é referenciado na descrição do troféu de Tingle como "Tingle's Rupeeland". Uma sequência, Irozuki Tingle no Koi no Balloon Trip, foi lançada para o Nintendo DS exclusivamente no Japão.